# Aedona
Aedona je v grški mitologiji mati Itilosa (njen edinec). Ker je bila ljubosumna na Niobo, ki je imela šest sinov, je hotela ubiti njenega najstarejšega sina, a je ponesreči ubila Itilosa. Zevsa je ganila njena žalost, zato jo je spremenil v slavčka.